# 贵人
贵人，中国古代皇帝嫔妃的等级之一。

## 中国
贵人作为对妃嫔的非正式尊称在西汉时已经出现，如孝成许皇后被废後，因居於長定宮而有长定贵人之稱；漢成帝皇后赵飞燕正式册立前曾被妹妹称为贵人，但并非确切的法定位号。
东汉光武帝裁减后宫诸妃名目，总共分为五级：皇后、贵人、美人、宫人、采女。贵人始正式列為皇帝妃嬪位號，且為第一等，仅次于皇后。
魏晉南北朝，贵人是仅次于皇后的三夫人之末，如南北宋朝的贵妃、贵嫔、贵人并称「三夫人」。
北魏时，后宫等级为：皇后、左右昭仪、贵人、夫人等。贵人是第三等级，也算较高的封号。
在清朝，后宫分为八个等级：皇后、皇贵妃、贵妃、妃、嫔、贵人、常在、答应。贵人是第六个等级的妃嫔，地位比较低下。

## 朝鮮
貴人也是朝鮮王朝後宮嬪御等級之一，為從一品內命婦，地位次於嬪，而在昭儀之上。

## 越南
貴人也是越南阮朝的後宮位號之一，為第七級，稱為七階貴人